# 黏前肛鰻
黏前肛鰻為輻鰭魚綱鰻鱺目通鰓鰻科前肛鰻屬的其中一種，分布於印度太平洋海域，棲息深度為439-505公尺，生活在大陸坡。

## 擴展閱讀
維基物種上的相關：黏前肛鰻